# Первомайский (Алматинская область)
Первомайский (каз. Первомайский) — упразднённый посёлок в Илийском районе Алматинской области Казахстана. Бывший административный центр Первомайской поселковой администрации. В 2014 году включен в состав города Алма-Аты Ныне микрорайон Кемел  в Жетысуском районе города  Алматы . Код КАТО — 196853100.

## Население
По переписи 1989 года в посёлке проживало 7269 человек (3481 мужчина и 3788 женщин).
В 1999 году население посёлка составляло 7358 человек (3534 мужчины и 3824 женщины). По данным переписи 2009 года в посёлке проживал 9841 человек (4682 мужчины и 5159 женщин).